# Euprepacris
Euprepacris is een geslacht van rechtvleugeligen uit de familie Romaleidae. De wetenschappelijke naam van dit geslacht is voor het eerst geldig gepubliceerd in 1977 door Descamps.

## Soorten
Het geslacht Euprepacris omvat de volgende soorten:
- Euprepacris charpentieri Descamps & Amédégnato, 1970
- Euprepacris mutilipennis Descamps, 1983
- Euprepacris piperacipes Descamps, 1983